# Advanced Access Content System
Advanced Access Content System (AACS) – technologia DRM odpowiedzialna za chronienie płyt HD DVD i blu-ray przed nieautoryzowanym kopiowaniem.
Technologia ta wykorzystuje klucze:

Proces deszyfrowania

- device key – charakterystyczny dla danego odtwarzacza sprzętowego lub programowego
- volume (title) key – charakterystyczny dla danego filmu (często jest kombinacją tytułu i daty wydania)
- processing key – uniwersalny.

Z tą technologią powiązana jest kontrowersja dot. klucza szyfrującego AACS.